# Algorfa
Algorfa és un municipi del País Valencià situat al nord de la comarca del Baix Segura.

## Toponímia
El topònim Al gorfa és d'origen àrab (الغرفة, al-gurfa, les golfes) i apareix ja en la crònica de Jaume I, el "Llibre dels feits". El seu significat és el de cambra on es conservava o recollia la collita de blat, encara que en algunes zones de la taifa musulmana de Dénia i de València feia referència a la cambra alta de les alqueries on es guardaven la majoria de collites.

## Història
Antiga alqueria musulmana dependent del castell de Montemar. Darrere la conquesta, i durant la dominació castellana, passà a ser propietat de l'orde de Santiago quan el 1272, es va realitzar el repartiment de les terres d'Oriola. El 1328 Alfons II concedix privilegi als naturals del Regne de València en què concedia jurisdicció menor. Amb l'abolició dels Furs pel Decret de Nova Planta va ser anul·lat el privilegi. En 1568 passa a propietat de la família Rosell que la vincula al senyoriu de Benejússer com a propietat no vinculada. El 1755 va fundar-se la parròquia d'Algorfa. El 1761 es va instituir l'hereuatge en favor del brigadier Francisco Ruiz Dàvalos regidor d'Oriola qui en 1762 va convertir-lo en marquesat de "Algorfa y Peñacerrada", del que fou el seu primer titular i a petició del qual, Carles IV, va tornar a concedir la jurisdicció menor, per donar suport a la política de colonització interior, a favor d'Ignacio Pérez de Sarrió, senyor de Formentera, qui en compliment del privilegi ordenà construir-hi 16 cases. Els colons es comprometien a pagar anualment al marquès 6 lliures pel lloguer de la casa, la partició de fruits pel gaudi de la terra i dues gallines. Depengué d'Almoradí fins al 1789, data en què va emancipar-se rere nombrosos plets.

## Demografia
La població és de llengua castellana però l'últim cens de 2001 indica que el 8% de la població sap parlar valencià, i tothom l'estudia a la seua escola municipal encara que no és obligatori, per tant la gent jove domina les dues llengües oficials. El municipi ha crescut molt als últims anys (1.093 habitants en 1991 i 4.625 en 2011) a causa de la immigració del Magrib i de Sud-amèrica.
| 422 | 429 | 494 | 445 | 517 | 751 | 960 | 968 | 1.068 | 1.113 | 1.243 | 2.914 | 3.645 | 4.625 | 3.222 |

## Economia
L'economia se centra principalment en l'agricultura de regadiu (taronges, llimes, carxofes), tot i que s'ha anat dirigint cap al sector serveis i el turisme.

## Monuments i llocs d'interés

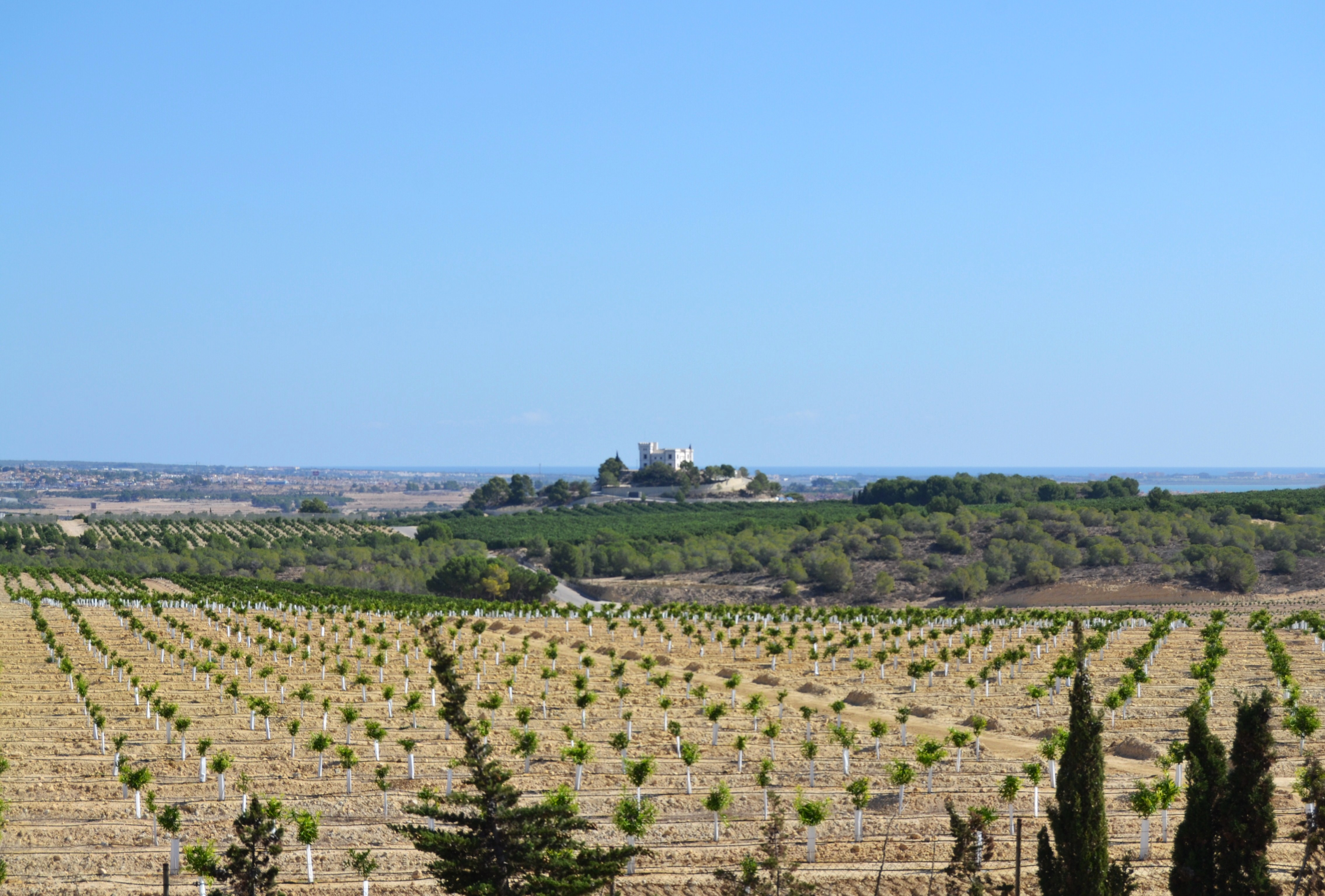
Vista del castell de Montemar

- Castell de Montemar. Esta casa senyorial va ser construïda a finals del segle xviii i des de llavors va pertànyer a la família dels comtes de Casa Rojas. Mai va tindre utilitzacions militars, generalment va ser utilitzat com a residència estiuenca dels successius amos. El seu estil és quelcom afrancesat. Té dues torres quadrades i dues de circulars amb els cantons de carreus. La torre principal que podem anomenar "de l'homenatge", té timbassos en els seus cantons i merlets amb les seues coronacions inclinades cap a l'exterior. Posseïx un pati quadrat rodejat per una galeria situada en la primera planta.
- Església Parroquial. Dedicada a la Mare de Déu del Carme, està situada, com és característic en tots els pobles del Baix Segura del Segura, prop de l'Ajuntament i enfront de la Plaça d'Espanya.
- Ermita. S'eleva sobre un xicotet tossal, que li permet ser albirada des de qualsevol punt. Constituïx un dels exemples més representatius d'Algorfa. Construïda a principis de segle amb pedres de la pedrera d'Algorfa.

## Política i govern

### Composició de la Corporació Municipal
El Ple de l'Ajuntament està format per 11 regidors. En les eleccions municipals de 26 de maig de 2019 foren elegits 8 regidors del Partit Socialista del País Valencià (PSPV-PSOE), 2 del Partit Popular (PP) i 1 de Ciutadans - Partit de la Ciutadania (Cs).
| Eleccions municipals de 26 de maig de 2019 - Algorfa                                                                          |                                          |                                     |                                     |        |          |          |
| Candidatura | Candidatura                              | Candidatura                         | Cap de llista                       | Vots   | Vots     | Regidors |
| | Partit Socialista del País Valencià-PSOE |                                     | Manuel Iván Ros Rodes               | 872    | 69,65%   | 8 (+2)   |
| | Partit Popular                           |                                     | Antonio Lorenzo Paredes             | 241    | 19,25%   | 2 (-3)   |
| | Ciutadans - Partit de la Ciutadania      |                                     | Manuel Girona Martínez              | 129    | 10,30%   | 1 (+1)   |
| | Vots en blanc                            |                                     |                                     | 10     | 0,80%    |          |
| Total vots vàlids i regidors                                                                                                  | Total vots vàlids i regidors             | Total vots vàlids i regidors        | Total vots vàlids i regidors        | 1.252  | 100 %    | 11       |
| | Vots nuls                                | Vots nuls                           | Vots nuls                           | 22     | 1,73%    |          |
| Participació (vots vàlids més nuls)                                                                                           | Participació (vots vàlids més nuls)      | Participació (vots vàlids més nuls) | Participació (vots vàlids més nuls) | 1.274  | 66,42%** |          |
| Abstenció | Abstenció                                | Abstenció                           | Abstenció                           | 644*   | 33,58%** |          |
| Total cens electoral | Total cens electoral                     | Total cens electoral                | Total cens electoral                | 1.918* | 100 %**  |          |
| Alcalde: Manuel Iván Ros Rodes (PSPV) (15/06/2019) Per majoria absoluta dels vots dels regidors (8 vots de PSPV)              |                                          |                                     |                                     |        |          |          |
| Fonts: JEC, JEZ Oriola, M. Interior, Periòdic Ara. (* No són vots sinó electors. ** Percentatge respecte del cens electoral.) |                                          |                                     |                                     |        |          |          |

### Alcaldes
Des de 2015 l'alcalde d'Algorfa és Manuel Iván Ros Rodes del Partit Socialista del País Valencià (PSPV-PSOE).
| Període                       | Alcalde o alcaldessa       | Partit polític | Data de possessió | Observacions |
| ----------------------------- | -------------------------- | -------------- | ----------------- | ------------ |
| 1979–1983                     | Manuel Ros Casares         | PSPV-PSOE      | 19/04/1979        | --           |
| 1983–1987                     | Manuel Ros Casares         | PSPV-PSOE      | 28/05/1983        | --           |
| 1987–1991                     | Manuel Ros Casares         | PSPV-PSOE      | 30/06/1987        | --           |
| 1991–1995                     | José Francisco Valera Roca | PSPV-PSOE      | 15/06/1991        | --           |
| 1995–1999                     | José Francisco Valera Roca | AI             | 07/07/1995        | --           |
| 1999–2003                     | Antonio Lorenzo Paredes    | PP             | 03/07/1999        | --           |
| 2003–2007                     | Antonio Lorenzo Paredes    | PP             | 14/06/2003        | --           |
| 2007–2011                     | Antonio Lorenzo Paredes    | PP             | 16/06/2007        | --           |
| 2011–2015                     | Antonio Lorenzo Paredes    | PP             | 11/06/2011        | --           |
| 2015–2019                     | Manuel Iván Ros Rodes      | PSPV-PSOE      | 13/06/2015        | --           |
| 2019-2023                     | Manuel Iván Ros Rodes      | PSPV-PSOE      | 15/06/2019        | --           |
| Des de 2023                   | n/d                        | n/d            | 17/06/2023        | --           |
| Fonts: Generalitat Valenciana |                            |                |                   |              |

## Festes locals
- Festes Patronals. Se celebren a partir del 16 de juliol en honor de la Mare de Déu del Carme.